# Larry Ramirez
Larry Ramirez (* 29. Dezember 1938 in Fort Lupton, Colorado; † 14. November 2023 in Milwaukee) war ein US-amerikanischer Instrumentenbauer.

## Leben und Wirken
Ramirez begann schon als Junge, Trompete zu spielen. Er hatte Unterricht beim Trompetenvirtuosen Rafael Méndez, der Ramirez’ Trompetenlehrer blieb, als dieser nach Colorado zog. Um seine Familie zu ernähren, arbeitete Ramirez in den frühen 1960er-Jahren im Fisher Body-Automobilwerk der General Motors in Janesville, Wisconsin, bevor er Trompetentester in der Holton-Fabrik in Elkhorn wurde. Als Probestück spielte er „Zigeunerweisen“ des Geigers Pablo de Sarasate. Aber was ihn zu dem Job bewog, war die Tatsache, dass er dort auch Posaune spielen konnte.
Ramirez glich sein Einkommen mit Auftritten als Trompeter am Wochenende aus, manchmal auch an Wochentagen. Bald besuchte er auch die Abendschule und lernte Qualitätskontrolle, Zeichnen und sogar etwas Musiktheorie. Mithilfe von Ersatzteilen erfand Ramirez eine Hybridposaune, die alle sieben Positionen einer Zugposaune sowie drei funktionale Ventile enthielt und so den musikalischen Bereich des Instruments erweiterte. Diese Posaune wurde das erste von mehreren Patenten, auf denen Ramirez’ Name stand.
Während seiner Tätigkeit für die Firma Leblanc, die das Holton-Werk in Elkhorn übernommen hatte, wurde Ramirez damit beauftragt, die Instrumente vieler Top-Endorser des Unternehmens zu reparieren. Im Laufe der Zeit entwickelte er Freundschaften mit Musikern wie Miles Davis, Clark Terry und Maynard Ferguson. Als diese Künstler eine individuelle Änderung oder ein neues Instrument anforderten, wurde Ramirez mit der Aufgabe beauftragt. Mit Ferguson entwickelte er die Firebird mit einer Ventil-/Zug-Kombination. Während seiner langen Karriere arbeitete er mit unzähligen Künstlern zusammen, darunter auch Dizzy Gillespie und Arturo Sandoval.